# Enter the Wu-Tang (36 Chambers)
Enter the Wu-Tang (36 Chambers) е дебютният албум на американската хип-хоп група У-Тан Клан. Излиза на пазара на 9 ноември 1993 година. Записан е с Loud Records и се разпространява от RCA Records. Звукозаписният процес протича в периода 1992-1993 година във Файърхаус Студио в Ню Йорк. Мастериран е в Хит Фактъри. Името на албума произлиза от филма с бойни изкуства „Тридесет и шестата зала на Шаолин“ от 1978 година. Фактическият лидер на групата, Ар Зи Ей, известен още като Принц Раким, продуцира албума като наслагва тежки и зловещи ритми, семпли от филми с бойни изкуства и различни соул семпли
Характерното звучене на Enter the Wu-Tang е заимствано от много хардкор хип-хоп групи от 90-те години и спомага за възраждането на нюйоркския хип-хоп. Текстовете на песните се отличават със своята нецензурност, хумор и свободни асоциации, и този стил оказва влияние върху много по-късни хип-хоп песни. Албумът заема важно място в епохата в хип-хопа, известна като Ренесанса на Източния бряг. Някои от музикантите, които черпят вдъхновение от тази плоча, са Нас, Ноториъс Би Ай Джи, Моб Дийп и Джей Зи.
Въпреки своя груб и експериментален звук, албумът постига изненадващ успех на музикалните класации. Връхната му точка е позиция №41 в американската класация Билборд 200. През 1995 година от него вече са продадени над един милион копия и той съответно получава платинен статут от Асоциацията на звукозаписната индустрия в Америка. Първите отзиви от музикалната критика са като цяло положителни. Считан е от мнозина музикални журналисти за един от най-забележителните албуми на 90-те години, както и за един от най-великите хип-хоп албуми за всички времена. През 2003 година списание Ролинг Стоун го нарежда в списъка си на 500-те най-велики албуми за всички времена.